# Diócesis de Coxim
La diócesis de Coxim (en latín: Dioecesis Coxinen(sis) y en portugués: Diocese de Coxim) es una circunscripción eclesiástica latina de la Iglesia católica en Brasil, sufragánea de la arquidiócesis de Campo Grande. La diócesis tiene al obispo Antonino Migliore como su ordinario desde el 10 de mayo de 2000. 

## Territorio y organización
La diócesis tiene 51 000 km² y extiende su jurisdicción sobre los fieles católicos de rito latino residentes en 11 municipios del estado de Mato Grosso del Sur: Coxim, Alcinópolis, Camapuã, Costa Rica, Figueirão, Paraíso das Águas, Pedro Gomes, Río Negro, Rio Verde de Mato Grosso, São Gabriel do Oeste y Sonora.
La sede de la diócesis se encuentra en la ciudad de Coxim, en donde se halla la Catedral de San José.
En 2021 en la diócesis existían 14 parroquias.

## Historia
La prelatura territorial de Coxim fue erigida el 3 de enero de 1978 con la bula Qui ad beatissimi por el papa Pablo VI, obteniendo el territorio de la diócesis de Campo Grande (hoy arquidiócesis).
Originalmente sufragánea de la arquidiócesis de Cuiabá, el 27 de noviembre del mismo año pasó a formar parte de la provincia eclesiástica de la arquidiócesis de Campo Grande.
El 17 de abril de 1983 se inauguró el seminario episcopal, dedicado a Cristo Sacerdote.
El 13 de noviembre de 2002 la prelatura territorial fue elevada a diócesis con la bula Cum Praelatura del papa Juan Pablo II.

## Estadísticas
De acuerdo al Anuario Pontificio 2022 la diócesis tenía a fines de 2021 un total de 114 400 fieles bautizados.
| Año                                                                             | Población            | Población | Población      | Sacerdotes | Sacerdotes    | Sacerdotes    | Bautizados por sacerdote | Diáconos permanentes | Religiosos | Religiosos | Parroquias |
| Año                                                                             | Bautizados católicos | Total     | % de católicos | Total      | Clero secular | Clero regular | Bautizados por sacerdote | Diáconos permanentes | Varones    | Mujeres    | Parroquias |
| ------------------------------------------------------------------------------- | -------------------- | --------- | -------------- | ---------- | ------------- | ------------- | ------------------------ | -------------------- | ---------- | ---------- | ---------- |
| 1980                                                                            | 122 700              | 133 000   | 92.3           | 13         |               | 13            | 9438                     |                      | 14         | 4          | 8          |
| 1990                                                                            | 133 000              | 153 000   | 86.9           | 18         | 4             | 14            | 7388                     |                      | 15         | 20         | 11         |
| 1999                                                                            | 183 000              | 215 000   | 85.1           | 18         | 7             | 11            | 10 166                   |                      | 11         | 22         | 11         |
| 2000                                                                            | 185 000              | 218 000   | 84.9           | 19         | 8             | 11            | 9736                     |                      | 11         | 22         | 11         |
| 2001                                                                            | 100 000              | 124 999   | 80.0           | 17         | 8             | 9             | 5882                     |                      | 9          | 17         | 11         |
| 2002                                                                            | 100 000              | 124 999   | 80.0           | 16         | 9             | 7             | 6250                     |                      | 14         | 17         | 13         |
| 2003                                                                            | 95 000               | 130 000   | 73.1           | 16         | 9             | 7             | 5937                     |                      | 7          | 15         | 13         |
| 2004                                                                            | 95 000               | 130 000   | 73.1           | 16         | 10            | 6             | 5937                     |                      | 12         | 17         | 13         |
| 2006                                                                            | 92 000               | 131 500   | 70.0           | 17         | 10            | 7             | 5411                     |                      | 14         | 20         | 13         |
| 2013                                                                            | 96 800               | 140 000   | 69.1           | 18         | 16            | 2             | 5377                     | 1                    | 3          | 18         | 14         |
| 2016                                                                            | 110 000              | 154 000   | 71.4           | 18         | 16            | 2             | 6111                     | 1                    | 3          | 14         | 14         |
| 2019                                                                            | 112 600              | 157 600   | 71.4           | 20         | 16            | 4             | 5630                     | 1                    | 4          | 20         | 14         |
| 2021                                                                            | 114 400              | 159 240   | 71.8           | 22         | 19            | 3             | 5200                     | 1                    | 3          | 13         | 14         |
| Fuente: Catholic-Hierarchy, que a su vez toma los datos del Anuario Pontificio. |                      |           |                |            |               |               |                          |                      |            |            |            |

## Episcopologio
- Clóvis Frainer, O.F.M.Cap. † (3 de enero de 1978-5 de enero de 1985 nombrado arzobispo de Manaos)
- Ângelo Domingos Salvador, O.F.M.Cap. † (16 de mayo de 1986-17 de julio de 1991 nombrado obispo de Cachoeira do Sul)
- Osório Bebber, O.F.M.Cap. † (18 de enero de 1992-17 de marzo de 1999 nombrado obispo de Joaçaba)
- Antonino Migliore, desde el 10 de mayo de 2000